# Почесні звання Української РСР
Почесні звання Української РСР — державні нагороди Української РСР, що присвоювались у період з 1922 по 1991 рік.
Почесні звання Української РСР присвоювались за особливі заслуги у господарському і соціально-культурному будівництві, зміцненні оборонної могутності країни, комуністичному вихованні трудящих, за високу професійну майстерність та активну участь у громадському житті.
Особам, яким були присвоєні почесні звання Української РСР, вручався нагрудний знак і посвідчення до нього встановленого зразку.
Було встановлено такі почесні звання Української РСР:
- Народний артист Української РСР
- Народний архітектор Української РСР
- Народний художник Української РСР
- Заслужений агроном Української РСР
- Заслужений артист Української РСР
- Заслужений архітектор Української РСР
- Заслужений будівельник Української РСР
- Заслужений винахідник Української РСР
- Заслужений вчитель Української РСР
- Заслужений геолог Української РСР
- Заслужений діяч мистецтв Української РСР
- Заслужений діяч науки Української РСР
- Заслужений економіст Української РСР
- Заслужений енергетик Української РСР
- Заслужений зв'язківець Української РСР
- Заслужений зоотехнік Української РСР
- Заслужений інженер сільського господарства Української РСР
- Заслужений конструктор Української РСР
- Заслужений лікар Української РСР
- Заслужений лісовод Української РСР
- Заслужений майстер народної творчості Української РСР
- Заслужений машинобудівник Української РСР
- Заслужений меліоратор Української РСР
- Заслужений металург Української РСР
- Заслужений механізатор сільського господарства Української РСР
- Заслужений наставник молоді Української РСР
- Заслужений працівник вищої школи Української РСР
- Заслужений працівник житлово-комунального господарства Української РСР
- Заслужений працівник культури Української РСР
- Заслужений працівник охорони здоров'я Української РСР
- Заслужений працівник промисловості Української РСР
- Заслужений працівник професійно-технічної освіти Української РСР
- Заслужений працівник сільського господарства Української РСР
- Заслужений працівник служби побуту Української РСР
- Заслужений працівник соціального забезпечення Української РСР
- Заслужений працівник торгівлі Української РСР
- Заслужений працівник транспорту Української РСР
- Заслужений працівник фізичної культури Української РСР
- Заслужений раціоналізатор Української РСР
- Заслужений рибовод Української РСР
- Заслужений технолог Української РСР
- Заслужений хімік Української РСР
- Заслужений художник Української РСР
- Заслужений шахтар Української РСР
- Заслужений юрист Української РСР

У 1988 році відповідно до Указу Президії Верховної Ради Української РСР від 15 листопада 1988 р. «Про внесення змін у систему почесних звань Української РСР» № 6848-XI було скасовано такі почесні звання Української РСР: «Заслужений хімік Української РСР», «Заслужений зв'язківець Української РСР», «Заслужений геолог Української РСР», «Заслужений агроном Української РСР», «Заслужений зоотехнік Української РСР», «Заслужений меліоратор Української РСР», «Заслужений інженер сілького господарства Української РСР», «Заслужений механізатор сілького господарства Української РСР», «Заслужений лісовод Української РСР», «Заслужений рибовод Української РСР», «Заслужений конструктор Української РСР», «Заслужений технолог Української РСР», «Заслужений працівник торгівлі Української РСР», «Заслужений працівник житлово-комунального господарства Української РСР», «Заслужений працівник служби побуту Української РСР», «Заслужений працівник соціального забезпечення Української РСР», «Заслужений працівник вищої школи Української РСР», «Заслужений працівник професійно-технічної освіти Української РСР», «Заслужений наставник молоді Української РСР», «Заслужений діяч науки Української РСР», «Заслужений працівник фізичної культури Української РСР».
Натомість тим самим Указом було встановлено нові почесні звання Української РСР:
- Заслужений працівник сфери послуг Української РСР
- Заслужений працівник народної освіти Української РСР
- Заслужений діяч науки і техніки Української РСР
- Заслужений працівник фізичної культури і спорту Української РСР.

Почесні звання Української РСР, присвоєні до цього Указу, зберігали свою силу для осіб, яким вони були присвоєні.
Після здобуття Україною незалежності, почесні звання Української РСР перестали вручати. Їхнє місце посіли почесні звання України.